# 和平與和解宮
和平與和解宮是哈薩克首都阿斯塔納的一座後現代主義建築，外型為金字塔型，高62公尺。建築工程於2004年展開，2006年完工。

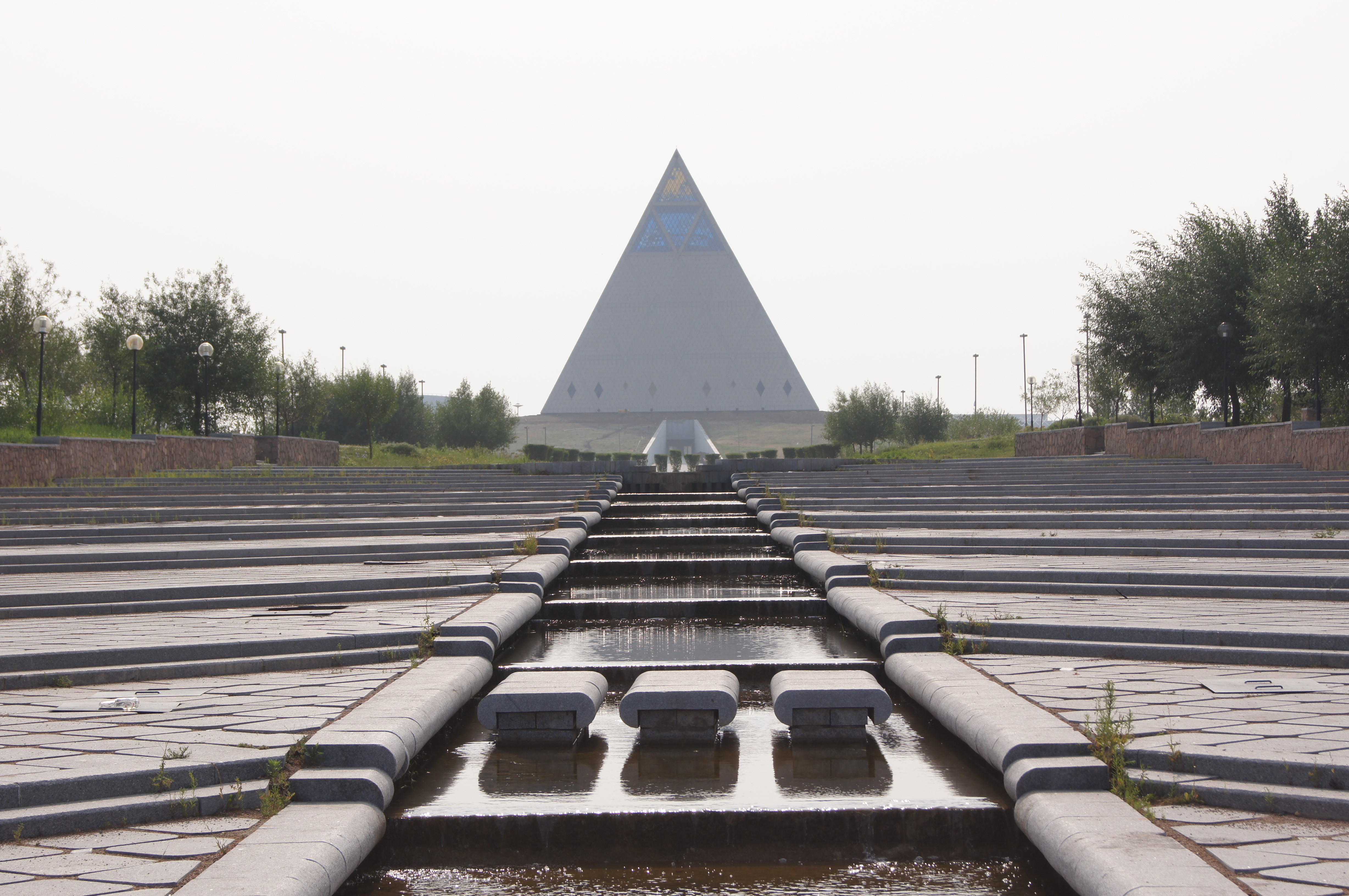
和平與和解宮

和平與和解宮由著名建築師諾曼·福斯特設計，每三年舉辦一次的世界與傳統宗教領袖會議即在此地舉行。2011年至2013年間，和平與和解宮亦是國際阿斯塔納動作電影節的舉辦場地。